# جانگپینگ
جانگپینگ (به لاتین: Zhangping) یک county-level city در جمهوری خلق چین است که در لانگیان واقع شده‌است.

## خصوصیات
جانگپینگ   ۱۶۵ متر بالاتر از سطح دریا واقع شده‌است.